# Frank (album de Squeeze)
Pour l’article homonyme, voir Frank.
Ne doit pas être confondu avec Frank (album d'Amy Winehouse).
Albums de Squeeze
Babylon and On
(1987) A Round and a Bout
(1990)
Frank est le 8e album de Squeeze paru en octobre 1989 chez A&M Records. L'album reçut de bonnes critiques mais fut boudé par le public et Squeeze fut rapidement lâché par la nouvelle direction d'A&M Records. Ayant pour la première fois à étudier des offres de différents labels, le groupe signa avec Reprise Records et commença à travailler sur Play, leur neuvième album studio.

## Liste des chansons
Tous les titres sont de Chris Difford et de Glenn Tilbrook sauf indication.
1. Frank (domaine public, pas d'auteur) – 0:15
2. If It's Love – 4:02
3. Peyton Place – 4:08
4. Rose I Said – 3:36
5. Slaughtered, Gutted and Heartbroken – 4:37
6. (This Could Be) The Last Time – 3:49
7. She Doesn't Have to Shave – 3:27
8. Love Circles – 5:34
9. Melody Motel – 3:51
10. Can of Worms – 4:47
11. Dr. Jazz (Jools Holland) – 4:04
12. Is It Too Late – 3:12

## Singles
- If It's Love est sorti en septembre 1989 et a été classé 7e dans le classement Modern Rock Tracks américain.
- Love Circles, le second single, est sorti le 15 janvier 1990. C'est avec Cool for Cats l'un des deux singles de Squeeze chantés par Chris Difford.

## Crédits

### Le groupe
- Chris Difford – guitare,  backing vocals, chant sur Slaughtered, Gutted, and Heartbroken et sur Love Circles
- Julian Holland – claviers et backing vocals, chant sur Dr. Jazz
- Gilson Lavis – batterie
- Glenn Tilbrook – guitare, chant et backing vocals
- Keith Wilkinson – basse et backing vocals